# ピョートル・ペトロヴィッチ・フォン・ワイマルン
ピョートル・ペトロヴィッチ・フォン・ワイマルン（Pyotr Petrovich von Weymarn, 1879年7月17日 - 1935年6月2日）は、ドイツの貴族にルーツを持つロシア・サンクトペテルブルク生まれのバルト・ドイツ人の化学者。主にコロイドについて研究した。
1906年に「コロイドは物質の普遍的状態である」ことを実験的に見出し、1913年に初期の沈殿生成の速度に関するワイマルンの式を発表している。
ワイマルンの式は {\displaystyle v=K({\cfrac {Q-S}{S}})} と表し、Sは大きい沈殿の溶解度、Kは定数であり、Q-Sは過飽和度、{\displaystyle ({\cfrac {Q-S}{S}})}は沈殿が生成し始める時の相対過飽和度を表す。
1921年1月にロシア革命から逃れ、ウラジオストクから敦賀へ上陸し、日本に亡命した。
1922年に京都帝国大学の講師に就任し、1923年には大阪工業試験所でコロイド研究室を与えられたが、1931年に病気のため大阪工業試験所を辞めた。
1935年に入院先の上海の病院で死去した。ワイルマンの死去後に妻が神戸に移住した為、遺骨は神戸の外人墓地に眠っている。